# Leonardo Padura
Leonardo Padura Fuentes (ur. 9 października 1955 w Hawanie) – kubański pisarz i dziennikarz.
Autor kryminalnej tetralogii „Las cuatro estaciones” (Cztery pory roku), której głównym bohaterem jest porucznik hawańskiej policji Mario Conde. Po polsku do tej pory ukazały się trzy części cyklu.

## Publikacje

### Powieści
- 1988 - Fiebre de caballos
- 2001 - La novela de mi vida – zbeletryzowana biografia poety kubańskiego romantyzmu José Maríi Heredii
- 2009 - El hombre que amaba a los perros. – opowieść o zabójcy Lwa Trockiego Ramonie Mercaderze
- 2020 - Como polvo en el viento

#### Tetralogia
- 1991 - Pasado perfecto (wyd. pol. pt. Gorączka w Hawanie, cz. 1 serii z Mario Conde, przekł. Tomasz Pindel, Kraków 2009)
- 1994 - Vientos de cuaresma (wyd. pol. pt. Wichura w Hawanie, cz. 2 serii z Mario Conde, przekł. D. Rycerz, Kraków 2009)
- 1997 - Máscaras (wyd. pol. pt. Trans w Hawanie, cz. 3 serii z Mario Conde, przekł. M. Sarna, Kraków 2010)
- 1998 - Paisaje de otoño (cz. 4 serii z Mario Conde)

#### Pozostałe części cyklu
- 2001 - Adiós Hemingway (cz. 5 serii z Mario Conde)
- 2005 - La neblina del ayer (wyd. pol. Wczorajsza mgła cz. 6 serii z Mario Conde)
- 2011 - La cola de la serpiente (cz. 7 serii z Mario Conde)
- 2013 - Herejes (cz. 8 serii z Mario Conde)
- 2018 - La transparencia del tiempo (cz. 9 serii z Mario Conde)

### Opowiadania
- 1989 - Según pasan los años (zbiór opowiadań)
- 1991 - El cazador
- 1998 - La puerta de Alcalá y otras cacerías
- 2006 - Nueve noches con Amada Luna
- 2009 - Mirando al sol
- 2015 - Aquello estaba deseando ocurrir

### Eseje i reportaże
- 1984 - Con la espada y con la pluma: Comentarios al Inca Garcilaso
- 1987 - Colón, Carpentier, la mano, el arpa y la sombra
- 1989 - Lo real maravilloso: creación y realidad
- 1989 - Estrellas del béisbol. El alma en el terreno
- 1994 - El viaje más largo (zbiór reportaży)
- 1994 - Un camino de medio siglo: Carpentier y la narrativa de lo real maravilloso
- 1995 - Alejo Carpentier y la narrativa de lo real maravilloso
- 1997 - Los rostros de la salsa
- 2000 - Modernidad, posmodernidad y novela policial
- 2002 - La cultura y la Revolución cubana, en coautoría con John M.
- 2003 - José María Heredia. La patria y la vida
- 2006 - Entre dos siglos
- 2011 - La memoria y el olvido
- 2015 - Yo quisiera ser Paul Auster. Ensayos selectos
- 2019 - Agua por todas partes